# Chlorodiloma
Chlorodiloma is een geslacht van weekdieren uit de klasse van de Gastropoda (slakken).

## Soorten
- Chlorodiloma adelaidae (Philippi, 1849)
- Chlorodiloma crinita (Philippi, 1849)
- Chlorodiloma millelineata (Bonnet, 1864)
- Chlorodiloma odontis (W. Wood, 1828)